# Erife
Erife (en llatí Eriphus, en grec antic, Ἔριφος "Eriphos") fou un poeta còmic atenenc de la comèdia mitjana que segons Ateneu de Naucratis va ser contemporani de Antífanes o va viure poc després que aquest al que li va copiar versos sencers.
Pels títols de les seves obre queda clar que pertanyia a la comèdia mitjana. Les seves obres conegudes van ser Αἴολος (Èol), Μελίβοια (Melibea), i Πελταστής ("Peltastes", peltasta). Eustaci d'Epifania l'anomena λόγιος ἀνήρ ("home eloqüent").